# ケアプロ
ケアプロ株式会社（英: Carepro, Inc.）は、
大学での研究成果を事業化した大学発ベンチャーであり、東京都中野区に本社を置くヘルスケア関連企業である。
看護師・保健師である川添高志によって2007年12月に設立された。
川添高志は、2006年から2007年に通った東京大学医療政策人材養成講座での研究として、
ワンコイン健診の前身となる「エキナカ保健室（仮称）の立ち上げに向けたニーズ調査」を行い、
優秀成果物特賞を受賞し、本講座の関係者の支援も受けながらケアプロを創業した。
革新的なヘルスケアサービスをプロデュースすることを目的とし、
現在は健康チェックイベントの運営を主に行う予防医療事業、および移動支援を主に行う交通医療事業、スポーツ救護や教育旅行看護を主に行う安全医療事業、訪問看護ステーションを運営する在宅医療事業を提供している。

（在宅医療事業は、2023年にケアプロ在宅医療株式会社として分社）

## 沿革
| 年                 | 月日     | 事柄 |
| ------------------ | -------- | --- |
| 2007年（平成19年） | 12月12日 | 会社設立 |
| 2008年（平成20年） | 5月      | ビジネスモデル特許申請 |
| 2008年（平成20年） | 7月      | スポーツクラブ（メガロス調布）にて、初めてのセルフ健康チェックサービスを実施。                                                  |
| 2008年（平成20年） | 11月11日 | 常設1号店（ケアプロ中野店）を中野ブロードウェイに開く（2018年7月閉店）                                                          |
| 2009年（平成21年） | 2月      | ドラッグストアへの出張サービス開始                                                                                              |
| 2009年（平成21年） | 4月25日  | 「ワンコインDr.相談」を開始 |
| 2009年（平成21年） | 5月      | 製薬会社への出張サービス開始 |
| 2009年（平成21年） | 8月      | パチンコ店への出張サービス開始                                                                                                  |
| 2009年（平成21年） | 8月      | 企業健保への保健指導サービス開始                                                                                                |
| 2009年（平成21年） | 8月      | 「ワンコインメンタル相談」を開始                                                                                                |
| 2009年（平成21年） | 12月     | ノーコインセルフ健康チェックサービス開始（治験の協力者募集）                                                                    |
| 2010年（平成22年） | 4月      | セルフ健康チェックギフトカード販売開始                                                                                          |
| 2010年（平成22年） | 7月1日   | ウェブアプリ「栄養バランス検定」公開                                                                                            |
| 2010年（平成22年） | 8月      | ソーシャルベンチャー・パートナーズ東京との協働開始                                                                              |
| 2010年（平成22年） | 9月      | mixiアプリ「食欲の秋！1分栄養バランス診断」配信開始                                                                             |
| 2010年（平成22年） | 11月     | ショッピングセンター初出店、「イオン与野店」オープン                                                                            |
| 2010年（平成22年） | 12月     | 横浜市にてホームレスの方への年越しチャリティ健診実施                                                                            |
| 2011年（平成23年） | 2月      | 東急電鉄全線の催事場への定期的な出張を開始                                                                                      |
| 2011年（平成23年） | 3月      | 東日本大震災被災地支援（避難所での健康相談・健康チェック）実施                                                                  |
| 2011年（平成23年） | 4月      | 「イオン与野店」閉店 |
| 2011年（平成23年） | 8月      | 「ケアプロメルマガ」スタート |
| 2011年（平成23年） | 9月      | 製薬会社をスポンサーに慶應大学、眼科医会とドライアイキャンペーン                                                                |
| 2011年（平成23年） | 9月      | 共同で「健康改善パンフレット」を作成                                                                                            |
| 2011年（平成23年） | 10月     | 「健診弱者白書」発行 |
| 2011年（平成23年） | 11月     | エキナカ検診ショップ「東急横浜店」オープン                                                                                      |
| 2011年（平成23年） | 12月     | 在宅医療事業部発足 |
| 2012年（平成24年） | 1月      | 奈良県健康づくり推進大会にて血液検査実施                                                                                        |
| 2012年（平成24年） | 5月      | ケアプロ訪問看護ステーション（中野ステーション）東京開業                                                                        |
| 2012年（平成24年） | 8月      | セルフ健康チェック累計利用者数が10万人突破                                                                                      |
| 2012年（平成24年） | 11月     | ポラリスと「ヘルスケア エンゲージメントサービス」の提供開始                                                                     |
| 2012年（平成24年） | 11月     | HbA1c無料測定キャンペーン開始（寄付協賛・SBIアラプロモ株式会社） SBIアラプロモ株式会社と共同で糖尿病予防啓発キャンペーン を開始 |
| 2013年（平成25年） | 3月      | ケアプロ訪問看護ステーション東京 足立区島根サテライト開業                                                                       |
| 2013年（平成25年） | 4月      | フランチャイズ１号店「ケアプロ岡山店」オープン                                                                                  |
| 2013年（平成25年） | 7月      | 東急横浜駅店閉店 |
| 2013年（平成25年） | 9月      | 第1回産業競争力会議医療・介護等分科会にて、ワンコイン健診の普及が提言される。                                                   |
| 2013年（平成25年） | 10月     | セルフ健康チェック累計利用者数が20万人を突破                                                                                    |
| 2013年（平成25年） | 11月     | 全国初、デパート・百貨店業界で「ワンコイン検診 巡回イベント」を開始                                                             |
| 2014年（平成26年） | 1月      | 新卒・新人訪問看護師応援サイト CAN-GO! オープン                                                                                 |
| 2014年（平成26年） | 3月      | 厚生労働省告示第百五十六号により自己採血検査施設のグレーゾーン解消                                                              |
| 2014年（平成26年） | 4月      | 「検体測定室」の第一号に届出、受理され中野店を登録                                                                              |
| 2014年（平成26年） | 4月      | 聖路加国際大学との新卒訪問看護師教育セミナーの共同事業「きらきら訪問ナース研究会」発足、開始                                    |
| 2014年（平成26年） | 7月      | インド国へのセルフ健康チェックサービス事業の調査開始                                                                            |
| 2014年（平成26年） | 12月     | 政府系ファンド（Revic）から資金を調達することを決定                                                                             |
| 2014年（平成26年） | 12月     | フランチャイズ１号店ケアプロ岡山店閉店                                                                                          |
| 2014年（平成26年） | 12月     | 国際医療事業部設置 |
| 2015年（平成26年） | 1月      | 検体測定室「小田急ケアプロ登戸店」オープン                                                                                      |
| 2015年（平成26年） | 3月      | 検体測定室「京王高幡不動店」オープン                                                                                            |
| 2015年（平成26年） | 4月      | セルフ健康チェック利用者数累計30万人突破                                                                                        |
| 2015年（平成26年） | 5月      | 検体測定室「荻窪タウンセブン店」オープン                                                                                        |
| 2015年（平成26年） | 5月      | 認定NPO法人フローレンスと提携、訪問看護師に対する病児保育制度導入                                                               |
| 2015年（平成26年） | 5月      | 在宅医療の拡充・社会医療費の削減に向けて日本初の官民協働による地方創生事業を開始                                                |
| 2015年（平成26年） | 5月      | 島根県雲南市の訪問看護ステーション（コミケア）の立ち上げ支援開始                                                                |
| 2015年（平成26年） | 7月      | 経済産業省補助事業採択（医療技術・サービス拠点化促進事業）                                                                      |
| 2015年（平成26年） | 8月      | アクティブシニア向け分譲マンション販売の分野で、コスモスイニシアとケアプロが提携                                                |
| 2015年（平成26年） | 11月     | Carepro Health India private limited 設立                                                                                       |
| 2015年（平成26年） | 12月     | フォトジャーナリスト安田菜津紀さんと訪問看護写真展                                                                              |
| 2016年（平成27年） | 3月      | 検体測定室「荻窪タウンセブン店」閉店                                                                                            |
| 2016年（平成27年） | 3月      | きらきら訪問ナース研究会の一員として 「地域で育てる新卒訪問看護師のための包括的人材育成ガイド」を発行                           |
| 2016年（平成27年） | 5月      | 経済産業省「はばたく中小企業・小規模事業者300社」に選定                                                                         |
| 2016年（平成27年） | 5月      | 認定NPO法人育て上げネットと若者無業者への健康支援を開始                                                                         |
| 2016年（平成27年） | 5月      | 居宅介護支援事業所「ケアプロ在宅支援センター東京」開業                                                                          |
| 2016年（平成27年） | 7月      | 経済産業省補助事業「世界をつかめ！プロジェクト2016」に採択                                                                      |
| 2016年（平成27年） | 9月      | 株式会社おかんと業務提携、ケアプロおかんをリリース 「京王高幡不動店」閉店                                                       |
| 2016年（平成27年） | 11月     | 日本トーター株式会社と業務提携契約を締結 全国20カ所の健康チェックイベントを実施開始                                             |
| 2016年（平成27年） | 12月     | 学研より『ケアプロ式 新卒・新人訪問看護師教育プログラム』出版                                                                   |
| 2017年（平成28年） | 3月      | 北日本銀行とのビジネスマッチング契約締結                                                                                        |
| 2017年（平成28年） | 3月      | セルフ健康チェック累計利用者数が４０万人を突破                                                                                  |
| 2017年（平成28年） | 3月      | ケアプロ訪問看護ステーション東京が機能強化型訪問看護ステーションに認定される                                                    |
| 2017年（平成28年） | 4月      | 新卒訪問看護師の育成者養成講座をスタート                                                                                        |
| 2017年（平成28年） | 6月      | 一般社団法人スマートヘルスケア協会と提携し薬局向け検体測定室を開始                                                              |
| 2017年（平成28年） | 6月      | 国際展示会企画運営会社 TSO International 社と提携、特設検体測定室ブース設置で集客と健康支援をサポート                           |
| 2017年（平成28年） | 9月      | 株式会社薬王堂と「東北いきいきプロジェクト」発足                                                                                |
| 2017年（平成28年） | 12月     | ケアプロ10周年記念パーティ開催                                                                                                  |
| 2017年（平成28年） | 12月     | 国際医療事業部廃部 |
| 2018年（平成29年） | 3月      | アサヒ飲料株式会社の「アサヒ飲料 健康チャレンジ！」にて全国200回の健康チェックイベントを実施開始                                |
| 2018年（平成29年） | 3月      | TRUNKから予防医療や在宅医療の医療器具等購入のための寄付を受ける                                                                 |
| 2018年（平成29年） | 4月      | 「訪問看護から始めるキャリア発達支援ガイド」作成                                                                                |
| 2018年（平成29年） | 7月      | ケアプロ中野店閉店 |
| 2018年（平成29年） | 7月      | 在宅ケア防災研究会の発足 |
| 2018年（平成29年） | 9月      | イトーヨーカドー健康フェア参加                                                                                                  |
| 2018年（平成29年） | 9月      | 明治安田生命と検診受診率向上に向けての業務提携                                                                                  |
| 2018年（平成29年） | 12月     | 大阪オフィス開設 |
| 2019年（令和元年） | 3月      | 小田急ケアプロ登戸店閉店 |
| 2019年（令和元年） | 3月      | 訪問看護ステーションの災害対策第二版が発売 （在宅ケア防災研究会の活動の一つとして行っている研究事業の一部が掲載）               |
| 2019年（令和元年） | 4月      | 「ケアプロ社歌〜支える人を支える歌。創造する人を創造する歌」をリリース                                                          |
| 2019年（令和元年） | 6月      | 交通医療事業部発足（看護師3名による立ち上げ）                                                                                   |
| 2019年（令和元年） | 7月      | セルフ健康チェック累計利用者数が50万人を突破                                                                                    |
| 2019年（令和元年） | 8月      | 新規事業 Doccocare（ドコケア） 立ち上げページ公開 「Doccocare」「交通医療」「Mobility Healthcare」の商標を特許庁に申請          |
| 2019年（令和元年） | 12月     | ブラインドサッカー国際親善試合でケアプロ看護師が救護運営                                                                        |
| 2020年（令和2年）  | 3月      | ドコケア登録開始（介助者登録、依頼者登録）                                                                                      |
| 2020年（令和2年）  | 4月      | ケアプロ訪問看護ステーション東京、足立慶友サテライト開業                                                                        |
| 2020年（令和2年）  | 6月      | 移動支援マッチングサービス「ドコケア」サービス開始                                                                              |
| 2020年（令和2年）  | 8月      | 健康セミナー動画の販売提供開始                                                                                                  |
| 2020年（令和2年）  | 12月     | WheeLog!と初のタイアップ街歩きイベント                                                                                          |
| 2021年（令和3年）  | 3月      | ドコケア共創パートナー公開 |
| 2021年（令和3年）  | 3月      | ケアプロ訪問看護ステーション東京 南台サテライト開設                                                                             |
| 2021年（令和3年）  | 3月      | サッカーナースLPのリニューアルオープン                                                                                          |
| 2021年（令和3年）  | 5月      | 株式会社エイチ・ユウ・ジーの事業を承継                                                                                          |
| 2021年（令和3年）  | 10月     | ドコケアが第9回プラチナ大賞「優秀賞・ナイスマッチング賞」受賞                                                                   |
| 2021年（令和3年）  | 10月     | 在宅治験専門の「つながりをもっと。訪問看護ステーション」開設（2024年11月30日 閉鎖）                                             |
| 2021年（令和3年）  | 11月     | Criacao Shinjukuと法人パートナー契約                                                                                            |
| 2022年（令和4年）  | 1月      | ドコケアがスマホがなくてもご利用可能な「電話おまかせサービス」開始                                                              |
| 2022年（令和4年）  | 2月      | INNOVATION LEAGUE SPORTS BUSINESS BUILD DEMODAY「審査員特別賞」受賞                                                             |
| 2022年（令和4年）  | 3月      | ケアプロ訪問看護ステーション東京足立ステーション「谷在家サテライト」開設                                                        |
| 2022年（令和4年）  | 4月      | 高度管理医療機器の販売貸与業を取得して、健康機器のレンタル業開始                                                                |
| 2022年（令和4年）  | 4月      | Criacao ShinjukuのJFLホーム試合でのメディカルサポートを実施                                                                     |
| 2022年（令和4年）  | 5月      | ドコケアが日本介護センターおよびリハラボと業務提携                                                                              |
| 2022年（令和4年）  | 6月      | U6ランバイクチャンピオンシップ機構とアライアンスパートナー契約を締結                                                            |
| 2022年（令和4年）  | 6月      | 「リソース中⼼に考える！つくれる！使える！ 訪問看護事業所のBCP」書籍出版                                                        |
| 2022年（令和4年）  | 8月      | ケアプロおよびエイチ・ユウ・ジーの在宅医療介護事業の吸収分割                                                                    |
| 2022年（令和4年）  | 12月     | 在宅医療事業をケアプロ在宅医療株式会社に分社化                                                                                  |
| 2022年（令和4年）  | 12月     | ケアプロ在宅医療株式会社を株式会社CHCPナーシングケアへ株式譲渡                                                                  |
| 2022年（令和4年）  | 12月     | 「令和４年度東京都スポーツ推進企業」に認定                                                                                      |
| 2022年（令和4年）  | 12月     | 日本ウォーキングサッカー協会とアライアンスパートナー契約を締結                                                                  |
| 2022年（令和4年）  | 12月     | 救護物品レンタル・販売を開始 |
| 2023年（令和5年）  | 1月      | SMO事業（CRC業務）開始 |
| 2023年（令和5年）  | 3月      | 政府系ファンドが保有する株式の自社株買い                                                                                        |
| 2023年（令和5年）  | 3月      | 「健康経営優良法人2023（中小規模法人部門）」を取得                                                                              |
| 2023年（令和5年）  | 6月      | ドコケアの民間救急・介護タクシー開始                                                                                            |
| 2023年（令和5年）  | 7月      | LiDAT株式会社を吸収合併 |
| 2023年（令和5年）  | 9月      | 開業保健師協会と連携した職業紹介業の開始                                                                                        |
| 2023年（令和5年）  | 12月     | 交通医療事業部スポーツ医療推進課が安全医療事業部として発足                                                                      |
| 2024年（令和6年）  | 1月      | ケアプロ災害支援チームとして能登半島地震の支援を実施                                                                            |
| 2024年（令和6年）  | 7月      | 健康経営コンサルティング自己宣言                                                                                                |

## 事業内容

### 予防医療事業
「セルフ健康チェック」を提供している。これは、医療機関外（ショッピングモール、スポーツクラブ、遊興施設、企業オフィスなど）にブースを設け、健康チェックを低価格で行うものである。開始当初のサービス名は「ワンコイン検診」であった。
2014年4月に臨床検査技師法が改正され、検体測定室の開設の届出を行った企業が自己採血による簡易血液検査をおこなうことの法的な位置付けが明確化された。ケアプロは、この規定にもとづく検体測定室の開設第1号となった。2015年11月にインドに子会社を設立した。

### 訪問看護事業
24時間365日対応の訪問看護事業を中心とし、以下の3つの事業所を運営している。新卒訪問看護師の採用・育成に力を入れている。。
- ケアプロ訪問看護ステーション 中野ステーション
- ケアプロ訪問看護ステーション 足立ステーション
- ケアプロ在宅支援センター東京（訪問看護ステーション併設）

### 交通医療事業
外出において支援を必要とする人々とその介助者のマッチングをおこなうウェブアプリ「ドコケア」を提供している。当初は2020年4月のサービス開始を予定していたが、新型コロナウイルス感染症の流行の影響で、実際のサービス開始は2020年6月となった。
交通医療（mobility healthcare）は川添による造語であり、高齢者・難病患者・障害者のように医学的ニーズのために移動が困難になっている人々（移動困難者としての交通弱者の一部にあたる）の移動支援を指すとされる。これに関連する日本の公的支援制度としては、高齢者や難病患者については介護保険制度の枠内での外出介助があり、障害者については障害者総合支援法にもとづく移動支援がある。

## 受賞歴
上記ビジネスモデルについて代表の川添が受賞したものを含む。
- 2007年9月、東京大学医療政策人材養成講座にて優秀成果物特賞を受賞する[19]。
- 2007年11月、慶應義塾大学SEAにて The Best New Markets Award を受賞する[19]。
- 2010年8月、ソーシャルベンチャー・パートナーズ東京（SVP東京）より、2010年度の投資・協働先に選出される[20]。
- 2011年1月、第一回社会イノベーター公志園決勝大会にて審査委員特別賞を受賞する[21]。
- 2013年3月、アショカ・フェローに選出される[22]。